# اوکاوانگو ۱۷۰۱
سیارک ۱۷۰۱ (به انگلیسی: 1701 Okavango، نامگذاری:1953NJ) هزار و هفتصد و یکمین سیارک کشف شده‌است که در ۶ ژوئیه ۱۹۵۳ کشف شد.
قدر مطلق سیارک برابر ۱۰٫۳۰ است.